# Gliese 581
Gliese 581 er en rød dværgstjerne af spektralklassen M3V. Gliese 581 er beliggende 20,3 lysår fra Jorden i stjernebilledet Vægten. Stjernens anslåede masse er ca. en tredjedel af Solens masse. De foreliggende observationer viser, at stjernen formentlig har i hvert fald tre planeter: Gliese 581 b, c og e (a er reserveret til stjernen selv).
Stjernens planetsystem tiltrak sig opmærksomhed ved fundet af exoplaneten Gliese 581 c i april 2007. Exoplaneten antages at være en klippeplanet beliggende tæt på stjernens beboelige zone. Nærmere observationer har dog siden vist, at exoplanetens atmosfære formentlig er præget af en drivhuseffekt, der er løbet løbsk, hvilket gør exoplaneten for varm til at være hjemsted for liv, som vi forestiller os det. Opdagelsen af exoplaneten Gliese 581 e, den indtil da letteste kendte exoplanet i kredsløb om en normal stjerne, blev offentliggjort i april 2009.
Der er tidligere proklameret at stjernesystemet havde planeterne Gliese 581 d, Gliese 581 f og Gliese 581 g, men en nærmere undersøgelse viste at de ikke fandtes.

## Stjernen
Navnet Gliese 581 henviser til det katalognummeret fra undersøgelsen fra 1957 Gliese Catalogue of Nearby Stars, der beskrev 965 stjerner indenfor 20 parsec (65,24 lysår)  fra Jorden. Stjernen er også tidligere kaldt BD-07° 4003 og HO Librae. Stjernen er en rød dværg, og står på stjernehimmelen to grader nord for Beta Librae, der er den klareste stjerne i stjernebilledet Vægten. 
En dværgstjerne i M-klassen som Gliese 581 har en langt mindre masse end Solen, hvorfor stjernens indre region fusionerer brint med en langt langsommere hastighed. Stjernens effektive temperatur estimeres til at være 3.200 kelvin og den synlige luminositet alene 0,2% af Solens lysstyrke. En rød dværg som Gliese 581 lyser imidlertid primært i det  infrarøde spektrum, kraftigst omkring en bølgelængde på ca. 830 nanometer, hvorfor en sådan sammenligning undervurderer stjernens samlede luminositet. (Til sammenligning lyser Solen primært ved ca. 530 nanometer, hvilket er i midten af den synlige del af spektret. Tager man den samlede stråling over hele spektret i betragtning (og ikke blot den for mennesket synlige del), har Gliese 581 en stråling, der udgør ca. 1,3% af Solens totale stråling. En planet må være placeret meget tættere på denne stjerne for at modtage tilsvarende energi som Jorden. Området omkring en stjerne, hvor en planet modtager ca. den samme mængde energi som Jorden benævnes til tider "Guldlok-zonen", eller mere præcist den beboelige zone. Udstrækningen af denne zone ligger ikke fast, og er specifik for hvert enkelt planetsystem.
Gliese 581 er klassificeret som en variabel stjerne, idet stjernen viser variation i form af solpletter og ved stjernens rotation. Den målte variation er dog tæt på fejlmargenen ved målingerne, såfremt der er tale om variation, sker denne formentlig over en længere periode.  Gliese 581 udsender gammastråling.

## Planetsystem
Man mener, at mindst tre exoplaneter er i kredsløb om Gliese 581. Gliese 581 b, på størrelse med Neptun, blev opdaget i august 2005 og var den femte exoplanet, der blev opdaget i kredsløb om en rød dværgstjerne. Denne inderste planet har en masse på mindst 16 gange Jordens masse (svarende til Neptuns masse) og gennemfører sit kredsløb om stjernen på blot 5,4 dage.
I april 2007 blev der opdaget yderligere en planet i systemet, Gliese 581 c. I en artikel fra 2007 anfører Udry et al., at såfremt Gliese 581 c er jordlignende i sin sammensætning, så har den en radius på 1,5 gange Jordens, der gør den til den af exoplaneterne, der minder mest om Jorden.
En direkte måling af radius kan ikke foretages fra Jorden, da planeten i sin bane om Gliese 581 ikke kommer ind foran stjerneskiven, set fra Jorden. Med en minimummasse på ca. fem gange Jordens (eller ca. en tredjedel af Neptuns masse) er Gliese 581 c i kredsløb lige indenfor den beboelige zone. Afhængig af hvor meget lys planeten kaster retur i rummet (benævnt "albedo"), anslås temperaturen på planeten at ligge mellem −3 °C (for en albedo svarende til Venus') og 40 °C (for en albedo svarende til Jordens). Det er dog muligt at temperaturen er helt op til 500 °C, såfremt der på planeten er en drivhuseffekt, der som på Venus anses for at være løbet løbsk. Nogle astronomer mener, at systemet er undergået ændringer i form af planetarisk migration, og at Gliese 581 c muligvis er dannet i et område længere væk fra stjernen med en sammensætning svarende til månen Ganymedes om Jupiter. Gliese 581 c gennemfører et fuldt kredsløb på mindre end 13 dage.
Opdagelsen af en ny planet i systemet blev offentliggjort den 21. april 2009. Denne planet med en beregnet masse på 1,9 gange Jordens, er givet navnet Gliese 581 e. Denne planet har den mindste masse blandt de i dag kendte exoplaneter, der er i kredsløb om en "normal" stjerne. Planetens kredsløb om Gliese 581 varer 3,15 dage.

## Radiosignal sendt fra Jorden
Den 9. oktober 2008 blev der fra Jorden sendt et kraftigt digitalt radiosignal mod Gliese 581 c. Signalet blev benævnt "A Message From Earth" (En besked fra Jorden) og betegnes som en digital tidskapsel med 501 beskeder indsamlet via et socialt netværk. Afsendelsen skete fra et radioteleskop i Ukraine. Signalet vil nå Gliese 581 i starten af 2029.

## Fodnoter
1. 1 2  Mayor, M.;  et al. (2009). "The HARPS search for southern extra-solar planets XVIII: An Earth-mass planet in the GJ 581 planetary system" (PDF). Astronomy and Astrophysics. 507: 487. doi:10.1051/0004-6361/200912172. Arkiveret (PDF) fra originalen 21. maj 2009. Hentet 2. marts 2011. {{cite journal}}: Eksplicit brug af et al. i: |author= (hjælp)
2. ↑  
"Newly Discovered Planet May Be First Truly Habitable Exoplanet". ScienceDaily. 29. september 2010. Hentet 2010-10-01.
3. 1 2  
von Bloh, W.;  et al. (2008). "Habitability of Super-Earths: Gliese 581c & 581d". Proceedings of the International Astronomical Union. 3 (S249): 503-506. doi:10.1017/S1743921308017031. arXiv:0712.3219. {{cite journal}}: Eksplicit brug af et al. i: |author= (hjælp)
4. ↑  
"New 'super-Earth' found in space". BBC News. 25. april 2007. Hentet 2008-10-20.
5. ↑  "The astrophysicist who discovered Zarmina describes life on "second Earth"". 1. oktober 2010. Arkiveret fra originalen 18. januar 2011. Hentet 2010-10-01.
6. ↑  3. jul 2014, ing.dk: Ups! Beboelige exoplaneter var noget helt andet
7. ↑  Jul 03, 2014, phys.org: Controversial clues of two 'Goldilocks planets' that might support life are proven false Citat: "...This image shows the location of the three planets remaining in 2014 after a series of studies since 2004. Research published in 2014, led by Penn State astronomers, shows that two of the signals previously attributed to planets in the habitable zone are actually created by activity within the star itself..."The disappearance of these two signals after correcting for the star's activity indicates that these signals in the original data must have been produced by the activity and rotation of the star itself, not by the presence of these two suspected planets..."
8. 1 2 3 4 5 6  
Udry, S;  et al. (2007). "The HARPS search for southern extra-solar planets XI: Super-Earths (5 and 8 M⊕) in a 3-planet system" (PDF). Astronomy and Astrophysics Letters. 469 (3): L43-L47. doi:10.1051/0004-6361:20077612. {{cite journal}}: Eksplicit brug af et al. i: |author= (hjælp)
9. 1 2 3 4  
Bonfils, X.;  et al. (2005). "The HARPS search for southern extra-solar planets VI: A Neptune-mass planet around the nearby M dwarf Gl 581". Astronomy and Astrophysics Letters. 443: L15-L18. Bibcode:2005A&A...443L..15B. doi:10.1051/0004-6361:200500193. {{cite journal}}: Eksplicit brug af et al. i: |author= (hjælp)
10. ↑  
Selsis, F.;  et al. (2007). "Habitable planets around the star Gl 581?". Astronomy and Astrophysics. 476 (3): 1373-1387. doi:10.1051/0004-6361:20078091. {{cite journal}}: Eksplicit brug af et al. i: |author= (hjælp)
11. ↑  
Schmitt, J. H. M. M; Fleming, T. A; Giampapa, M. S. (1995). "The X-Ray View of the Low-Mass Stars in the Solar Neighborhood". Astrophysical Journal. 450 (9): 392-400. Bibcode:1995ApJ...450..392S. doi:10.1086/176149.
12. ↑  
von Bloh, W.;  et al. (2007). "The Habitability of Super-Earths in Gliese 581". 476. Astronomy & Astrophysics: 1365-1371. Bibcode:2007A&A476.1365VPDF. {{cite journal}}: Cite journal kræver |journal= (hjælp); Eksplicit brug af et al. i: |author= (hjælp)
13. ↑  
Rincon, P.; Amos, J. (21. april 2009). "Lightest exoplanet is discovered". BBC News. Hentet 2009-04-21.

## Eksterne links
- Wikimedia Commons har flere filer relateret til Gliese 581
- Major Discovery: New Planet Could Harbor Water and Life Space.com
- Gliese 581 / HO Librae Arkiveret 10. oktober 2008 hos  Wayback Machine Solstation.com
- Extrasolar Planets Encyclopaedia: Gl 581Arkiveret 10. maj 2012 hos  Wayback Machine
- All Wet? Astronomers Claim Discovery of Earth-like Planet, Scientific American
- Position of Gliese 581 marked on local space Arkiveret 4. juni 2010 hos  hos UK Government Web Archive (Top right corner)
- Photo of Constellation Libra with Gliese 581
- Speculation about geology/geochemistry of Gliese 581c Arkiveret 17. juni 2007 hos  Wayback Machine The Geochemical Society
- Extrasolar Planet Interactions Arkiveret 5. maj 2016 hos  Wayback Machine by Rory Barnes & Richard Greenberg, Lunar and Planetary Lab, University of Arizona
- Gliese 581 – The "Red Dwarf" and implications for its "earthlike" planet Gliese 581c